# Immer Siegreiche Armee

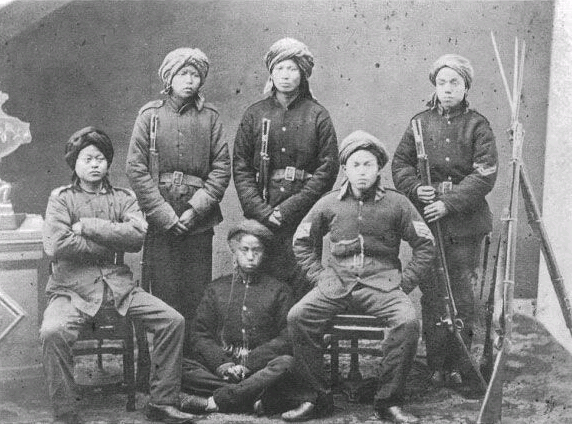
Truppen der Immer Siegreichen Armee 1860; Lichtbilder wie dieses sind die wohl ältesten Aufnahmen chinesischer Soldaten.

Die Immer Siegreiche Armee war eine von 1862 bis 1864 bestehende Militäreinheit, die aufgestellt wurde, um Shanghai gegen die Taiping-Rebellion zu verteidigen. Die Armee wurde durch den Söldner und Abenteurer Frederick Townsend Ward aufgebaut. Sie war nach westlichen Standards organisiert und bewaffnet. Die Offiziere waren Europäer oder US-Amerikaner, die Soldaten der Einheit waren vor Ort rekrutierte Chinesen.
Unter dem britischen Kommandeur Charles George Gordon kam es zu einem Zerwürfnis mit der Militärführung der Qing-Dynastie unter Zeng Guofan und Li Hongzhang, das zu einem Ende der westlichen Militärhilfe an das Kaiserreich führte. Die Einheit wurde noch vor der Eroberung der Taiping-Hauptstadt Nanjing aufgelöst.
Am Höhepunkt ihres Einsatzes gehörten der Einheit rund 4000 Mann an. Dabei umfasste sie neben Infanterie auch Artillerie und eine Gruppe von Flussdampfschiffen.

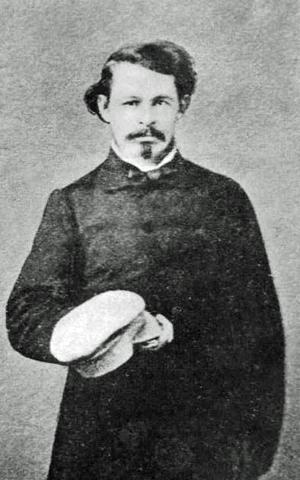
Gründer Frederick Townsend Ward, 1861

## Vorgeschichte und Aufbau
1860 kontrollierten die Taiping-Rebellen zunehmend mehr Gebiete in Südchina. Sowohl die europäischen Kaufleute wie auch die einheimische Elite in Shanghai sahen diese als Bedrohung an und trafen Vorbereitungen, um einen Angriff auf die Stadt militärisch abzuwehren. Der Bankier Yang Fang engagierte den US-amerikanischen Abenteurer Ward, um eine Militäreinheit nach westlichem Muster aufzubauen, die den Notablen der Stadt loyal zur Verfügung stand. Die Rolle der Armee und ihr Einsatzgebiet sollten auf Shanghai und die Umgebung der Stadt beschränkt bleiben. Ward hatte bereits zuvor erfolglos versucht, eine Miliz aus desertierten westlichen Soldaten und Seeleuten aufzubauen. Der neue Anlauf zur Bildung einer Militäreinheit wurde durch chinesische Soldaten ermöglicht, die von europäischen und US-amerikanischen Offizieren kommandiert wurden, welche als Glücksritter in Shanghai weilten. Ward rüstete die Armee mit westlichen Uniformen in unterschiedlicher Farbgebung für Infanterie und Artillerie aus. Die Soldaten wurden mit Enfield Rifled Muskets sowie englischen und preußischen Waffen ausgerüstet. Die Befehlssprache der Einheit war Englisch. Hauptaugenmerk lag auf der Taktik der Leichten Infanterie. Ward brachte seinen Bruder nach China, der als Metallgießer Geschütze gießen ließ. Ebenso versuchte sein Bruder ein US-Kriegsschiff zu kaufen, musste sich jedoch mit einer Flotte kleinerer Flussschiffe zufriedengeben, die aus den USA importiert werden konnten.

## Einsatz in der Taiping-Rebellion
Im Februar 1862 bestritt die Einheit ihr erstes Gefecht bei der Eroberung von Songjiang und setzte sich gegen 20.000 Taipingrebellen durch. Dabei tötete die Armee nach eigenen Angaben 2000 Rebellen und nahm 700 Gefangene. Zwei Tage später eroberten Wards Soldaten einen strategisch wichtigen Hügel auf dem Weg nach Qingpu. Die Einheit, welche als Fremde Militärabteilung gegründet worden war, erhielt vom Gouverneur der Provinz Jiangsu den Titel Immer Siegreiche Armee. Sie wurde nach den ersten Gefechten dem daotai von Shanghai Wu Xu unterstellt. Im März heiratete Ward eine Tochter seines Finanziers Yang Fang. Ebenso erhielt seine Truppe die Aufmerksamkeit des Oberbefehlshabers der westlichen Truppen in Shanghai Admiral James Hope, der mit Ward eine Allianz gegen die Taiping vereinbarte. Im April 1862 landete Li Hongzhang mit weiteren Qing-Truppen in Shanghai. Er übernahm mit dem Befehl über das kaisertreue Heer von Shanghai auch die Befehlsgewalt über die Immer Siegreiche Armee. Im Frühjahr 1862 rückte die Immer Siegreiche Armee mit rund 4000 Soldaten auf Qingpu vor und eroberte die Stadt mit Hilfe weiterer Qing-Truppen. Ein Gegenangriff Li Xiuchengs auf Songjiang veranlasste Ward, mit 2500 Mann auf die Stadt zurückzugehen, die er erfolgreich verteidigen konnte. Gleichzeitig wurden jedoch die verbliebenen 1500 Mann in Qingpu eingeschlossen. Der von Ward eingesetzte Befehlshaber geriet in Kriegsgefangenschaft und musste von Li Hongzhang freigekauft werden. Im September 1862 starb Ward in Ningpo, nachdem er im Gefecht einen Bauchschuss erlitten hatte. Sein Nachfolger wurde der US-Amerikaner Henry Andres Burgevine. Im Verlauf des Herbstes eroberte die Einheit einige Kleinstädte in Jiangsu zurück. Li Hongzhang befahl Burgevine jedoch, seine Truppen zur Unterstützung der Belagerer nach Nanjing marschieren zu lassen. Dies quittierte Burgevine mit einem Überfall auf Yang Fangs Anwesen, bei der er einen großen Geldbetrag raubte und Yang Fang körperlich angriff. Anschließend folgte seine Desertion zu den Rebellen, die er nach kurzem Aufenthalt jedoch auch wieder verließ.

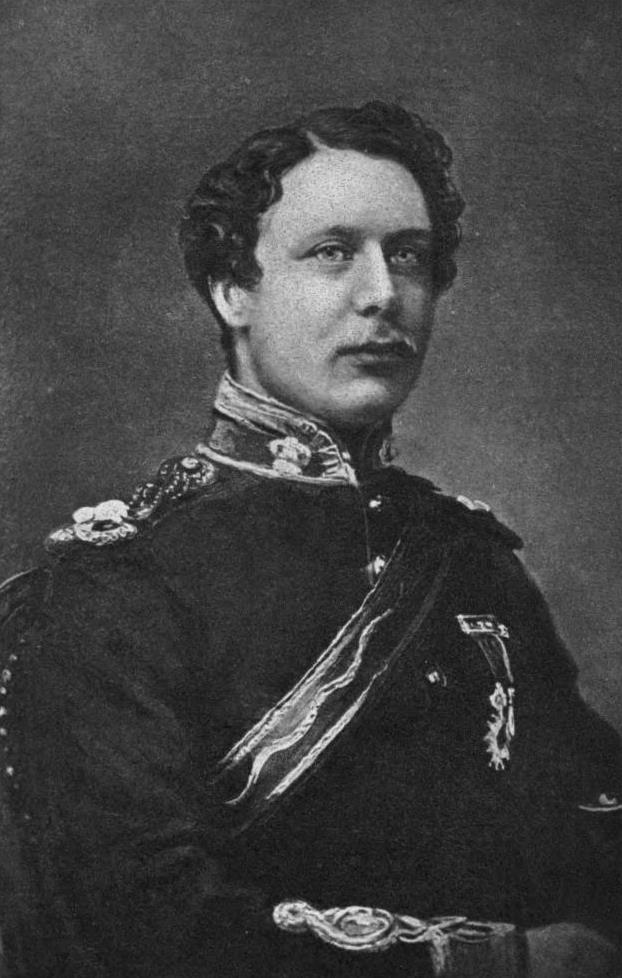
Letzter Befehlshaber Charles Gordon, hier 1856

Zwischenzeitlich kommandierte ein britischer Offizier namens Holland die Einheit. Er wurde jedoch wegen Inkompetenz aus dem Dienst genommen. Schließlich wurde der Pionieroffizier Charles Gordon abkommandiert, um die Einheit zu befehligen. Als er im März 1863 die Immer Siegreiche Armee übernahm, bestand sie aus 3000 chinesischen Soldaten mit 30 Geschützen und zwei Flussdampfern. Gordon wirkte mit Li Hongzhang und dessen bestem Truppenführer Cheng Xueqi gut zusammen. Zusammen mit den Qing-Truppen konnte die Immer Siegreiche Armee weite Teile der Provinz Jiangsu zurückerobern. Gordon erreichte ebenso eine Amnestie für den Deserteur Burgevine. Im Verlauf plante Li Hongzhang den Einsatz der Armee in Richtung Nanjing. Bei der Schlacht um Suzhou wandte Li eine Kriegslist an, bei der die Unterführer der Taiping ihren General töteten und die Stadt übergaben. Li ließ die Verräter jedoch hinrichten, nachdem sie ihm die Stadt in die Hände gespielt hatten. Diese und die Grausamkeiten der Qing-Armee gegen die Rebellen und die örtliche Bevölkerung lösten diplomatische Proteste aus, und Gordon trat von seinem Kommando zurück. Die Armee wurde schließlich noch vor der Eroberung Nanjings aufgelöst.